# Deinopa fulvia
Deinopa fulvia là một loài bướm đêm trong họ Erebidae.